# Centrica
Centrica is een groot internationaal nutsbedrijf met het hoofdkantoor in Windsor, Verenigd Koninkrijk. Centrica heeft verder nog activiteiten buiten het Verenigd Koninkrijk, maar deze maakten in 2024 minder dan 15% van de omzet uit. Centrica is genoteerd aan de London Stock Exchange. Het is ontstaan uit British Gas.
Centrica was eigenaar van het Nederlandse Oxxio, maar in 2011 werd het bedrijf verkocht aan Eneco voor 72 miljoen euro. Eerder had het bedrijf al de activiteiten verkocht in België en Spanje en het had nu geen bedrijfsactiviteiten meer in continentaal Europa. Medio 2016 is het contract met naast contract met Maasstroom Energie voor 430 MW stroomopwekkingscapaciteit afgekocht.
Aberdeen Asset Management · Admiral Group · Aggreko · AMEC · Anglo American · Antofagasta · ARM Holdings · Associated British Foods · AstraZeneca · Aviva · Babcock International · BAE Systems · Barclays · BG Group · BHP Billiton · BP · British American Tobacco · British Land Company · Sky · BT Group · Bunzl · Burberry · Capita Group · Carnival · Centrica · Compass Group · CRH · Croda International · Diageo · easyJet · Eurasian Natural Resources Corporation · Experian · Fresnillo · G4S · GKN · GlaxoSmithKline · Glencore · Hammerson · Hargreaves Lansdown · HSBC · IMI · Imperial Brands · International Airlines Group · InterContinental Hotels Group · Intertek Group · ITV · Johnson Matthey · Kingfisher · Land Securities Group · Legal & General · Lloyds Banking Group · London Stock Exchange Group · Marks & Spencer · Meggitt · Melrose · Wm Morrison Supermarkets · National Grid · Next · Old Mutual · Pearson · Persimmon · Petrofac · Prudential · Randgold Resources · Reckitt Benckiser · RELX · Resolution · Rexam · Rio Tinto Group · Rolls-Royce Group · Royal Bank of Scotland Group · RSA Insurance Group · SABMiller · Sage Group · J Sainsbury · Schroders · Scottish and Southern Energy · Serco Group · Severn Trent · Shell · Shire · Smith & Nephew · Smiths Group · Standard Chartered · Standard Life · Tate & Lyle · Tesco · Travis Perkins · TUI Travel · Tullow Oil · Unilever · United Utilities · Vedanta Resources · Vodafone · Weir Group · Whitbread · William Hill · Wolseley · Wood Group · WPP Group